# Caluromyinae
Los calurominos (Caluromyinae) son una subfamilia de marsupiales didélfidos que incluye cuatro géneros, aunque sólo tres de ellos tienen especies vivas, con un total de 5 especies. Sus especies son conocidas como zarigüeyas lanudas.
En otro tiempo, los géneros Caluromys y Caluromysiops se incluían en una familia independiente de Didelphidae, se trataba de la familia Caluromyidae. Por su parte, Glironia, el tercer género con especies vivas en la actualidad formaba por sí solo la familia Glironiidae.
Una de las características que identifican a los machos de las especies de esta subfamilia es que tienen dos bulbos uretrales a diferencia de los de Didelphinae, que tienen tres.

## Taxonomía
| Género          | Subgénero       | Especie   | Autor              | Nombre vernáculo                            | Estado conservación IUCN |
| --------------- | --------------- | --------- | ------------------ | ------------------------------------------- | ------------------------ |
| Caluromys       | Caluromys       | philander | (Linnaeus, 1758)   | Zarigüeya lanuda de cola desnuda o parda    | Casi amenazado (LC/nt)   |
| Caluromys       | Mallodelphys    | derbianus | (Waterhouse, 1841) | Zarigüeya lanuda centroamericana            | Vulnerable (VU)          |
| Caluromys       | Mallodelphys    | lanatus   | (Olfers, 1818)     | Zarigüeya lanuda occidental                 | Casi amenazado (LC/nt)   |
| Caluromysiops   | Caluromysiops   | irrupta   | Sanborn, 1951      | Zarigüeya lanuda de hombros negros o inca   | Vulnerable (VU)          |
| Glironia        | Glironia        | venusta   | Thomas, 1912       | Zarigüeya de cola de pincel o glironia gris | Vulnerable (VU)          |
| Pachybiotherium | Pachybiotherium | acclinum  | Ameghino, 1902     | (†)                                         | Extinto (EX)             |